# Reclamación de Arvedui
En el universo imaginario de J. R. R. Tolkien y en los apéndices de la novela El Señor de los Anillos, se denomina Reclamación de Arvedui al pedido expreso del rey de Arthedain, Arvedui, de asumir el trono de Gondor por la vacancia de este, tras la muerte del rey Ondoher en la Batalla del Campamento, en el año 1944 de la Tercera Edad del Sol.

## Historia
El rey de Arthedain, Arvedui, que estaba casado con Fíriel, hija del rey Ondoher, reclamó el trono de Gondor por ser legítimo heredero de Isildur.
El senescal Pelendur, que estaba gobernando el reino, reunió al Consejo de Gondor para atender al reclamo. Él mismo fue un enérgico opositor a la idea, pues consideraba que el trono de Gondor pertenecía a los Herederos de Meneldil, hijo de Anárion, a quien Isildur había cedido el trono antes de partir a Rivendel, en el año 2 T. E.. Consideró que no bastaba que Arvedui estuviese casado con la hija del rey, pues la costumbres de Gondor impedían la heredad a las mujeres.
Arvedui arguyó que ambos reinos eran heredad de Elendil. Sostuvo que Isildur no había rechazado la realeza de Gondor y que simplemente había dejado a Meneldil a cargo, porque no pensaba mantener dividido al Reino y por lo tanto él tenía derecho por tener la sangre de Isildur. Además planteó que "(...)en la Númenor de antaño el cetro pasaba al vástago mayor, fuera éste varón o mujer..." (ESDLA. Apéndice A), tal como lo planteaba la ley promulgada por Tar-Aldarion para que lo sucediera su hija Ancalimë, y que si bien eso no se había seguido, por los permanentes conflictos de los Reinos en el Exilio, no podía dejarse fuera las tradiciones y leyes de Númenor.
A esta justa reclamación, el Consejo de Gondor respondió que el capitán Eärnil tenía sangre real, pues era el hijo de Siriondil, hijo de Calimmacil, hijo de Arciryas, hermano de Narmacil II, es decir, sobrino nieto de Telumehtar. Arvedui no insistió con más fuerza pues había grandes problemas en el Norte con los ataques del Rey Brujo de Angmar, y los Dúnedain de Gondor temían que su sangre se mezclara más y que se produjeran conflictos como el ocurrido en la Lucha entre Parientes. Por esto, en el año 1945 T. E. Eärnil II fue proclamado rey de Gondor.